# تپه قلعه نرگ
تپه قلعه نرگ مربوط به سده‌های ۹ تا۵ ه.ق است و در شهرستان فریمان، بخش مرکزی، روستای نرگ واقع شده و این اثر در تاریخ ۱۷ مرداد ۱۳۸۳ با شمارهٔ ثبت ۱۱۰۳۱ به‌عنوان یکی از آثار ملی ایران به ثبت رسیده است.